# Extremwetterkongress
Der Extremwetterkongress (EWK) wurde 2006 mit dem Ziel ins Leben gerufen, die Öffentlichkeit aus erster Hand über den Stand der Wissenschaften zum Thema extreme Wetterereignisse im Einzelnen und im Zusammenhang mit dem Klimawandel zu informieren.
Veranstalter des Kongresses war das Hamburger Unternehmen Institut für Wetter- und Klimakommunikation (IWK), ein privater Wetterdienstleister. Das Unternehmen wurde 2017 aufgekauft und 2019 liquidiert. Seit 2020 wird der Kongress durch den Meteorologen Frank Böttcher, ehemaliger Mitarbeiter des IWK und 2006 Gründer des Kongresses, veranstaltet.
Zwischen 2015 und 2019 gab es keine Extremwetterkongresse, seit 2020 findet die Veranstaltung wieder jährlich statt. 
2023 fand dieser Kongress zum 13. mal statt.

## Kongresse: 2006–2014 und ab 2020
Die ersten drei Kongresse sowie alle Kongresse ab 2011 fanden in Hamburg statt, zwei weitere im Klimahaus Bremerhaven. Die Extremwetterkongresse 2012 und 2013 tagten auf dem Gelände von Studio Hamburg. Im Jahr 2020 wurde der 10. Kongress in der Hamburg-HafenCity veranstaltet. Der Extremwetterkongress richtet sich mit einer Vielfalt von Vorträgen aus allen Disziplinen der Klimaforschung an ein breites Publikum und thematisiert die Entwicklung von Extremwetterereignissen sowie Strategien zur Anpassung an künftige Veränderungen des Klimas. Er verlieh den Medienpreis für Meteorologie. Veranstaltet wurde der Kongress vom Institut für Wetter- und Klimakommunikation.
| Jahr           | Standort    | Dauer  | Besucher |
| -------------- | ----------- | ------ | -------- |
| 16.–17.02.2006 | Hamburg     | 2 Tage | 400      |
| 22.–23.03.2007 | Hamburg     | 2 Tage | 700      |
| 26.–28.03.2008 | Hamburg     | 3 Tage | 750      |
| 19.–21.02.2009 | Bremerhaven | 3 Tage | 750      |
| 04.–06.03.2010 | Bremerhaven | 3 Tage | >800     |
| 12.–15.04.2011 | Hamburg     | 4 Tage | 1.600    |
| 20.–23.03.2012 | Hamburg     | 4 Tage |          |
| 23.–27.09.2013 | Hamburg     | 5 Tage |          |
| 06.–10.10.2014 | Hamburg     | 5 Tage | >5.000   |
| 23.–25.09.2020 | Hamburg     | 3 Tage |          |
| 22.–24.09.2021 | Hamburg     | 3 Tage |          |
| 28.-30.09.2022 | Hamburg     | 3 Tage |          |
| 27.-29.09.2023 | Hamburg     | 3 Tage |          |
| 25.-27.09.2024 | Hamburg     | 3 Tage |          |

Im Jahr 2022 wurde der Kongress mit dem EMS Outreach and Communication Award der European Meteorological Society ausgezeichnet.

## Medienpreis
Der Medienpreis für Meteorologie wurde seit 2007 auf dem Extremwetterkongress vergeben. Bewertet werden die besten Wetterpräsentationen in verschiedenen Kategorien.
| Kategorie       | Gewinner             | Beitrag                           |
| --------------- | -------------------- | --------------------------------- |
| Fernsehmedien   | rbb                  | Das Wetter für die ganze Woche    |
| Hörfunkmedien   | Radio NRW            | Winter & Unwetter 20. Januar 2007 |
| Print-Reportage | Hamburger Abendblatt | Wetterbericht                     |

| Kategorie             | Gewinner                | Beitrag                                                                  |
| --------------------- | ----------------------- | ------------------------------------------------------------------------ |
| Fernsehmedien         | Hessischer Rundfunk     | Alle Wetter!                                                             |
| Hörfunkmedien         | Radio SAW               | Klimawandel: Prognose für Sachsen-Anhalt                                 |
| Print-Reportage       | Stuttgarter Nachrichten | Klimawandel in Deutschland                                               |
| Web-Anwendung         | Bender & Gudd           | Wetter für Microsoft Virtual Earth                                       |
| Fernseh-Dokumentation | rbb                     | Mit Sturmjägern unterwegs – Tornados in Deutschland von Heiderose Häsler |

Auf dem Extremwetterkongress 2012 wurde das Wetterbild des Jahres gekürt. Dabei belegte Jim Reed den ersten Platz, André Bock und Dennis Oswald belegten Platz zwei und drei.
Im Jahr 2013 ging der Medienpreis für Meteorologie für das Bild des Jahres an Dennis Oswald (Extremwetter- und Landschaftsfotograf und Stormchaser).